# Реакція Зініна
Реа́кція Зі́ніна — метод одержання ароматичних амінів відновленням нітросполук:
R-NO2 + 6H → R-NH2+2H2O.
Таким чином вперше одержано анілін, 1-нафтиламін. Цю реакцію вперше здійснив Микола Зінін в 1842 р. Діючи на нітробензол сульфідом амонію, він одержав анілін:
C6H5NO2 + 3(NH4)2S → C6H5NH2 + 6NH3 + 3S + 2H2O
Анілін і інші ароматичні аміни використовуються для отримання різноманітних штучних барвників. На основі ароматичних амінів були розроблені і здійснені в промисловості численні синтези фармацевтичних препаратів, фотореагентів, вибухових речовин і інших цінних матеріалів.